# Дом ЈНА у Новом Саду
Зграда дома ЈНА у Новом Саду се налази се на Тргу слободе бр. 5, на североисточној страни Трга. Овај објекат је подигнут 1892. године у данас се налази под заштитом државе и представља непокретно културно добро као споменик културе од великог значаја.
Зграда Дома ЈНА је обликована је у еклектичком духу са доминацијом неоренесансних елемената. Подигнута је на месту где се од половине 18. века налазила кафана, касније хотел "Зелени венац". Здање је у историји мењало власнике, од Емериха Мајера, Лазара Дунђерског 1916. године, 1947. године постаје хотел "Слобода", а 1953. године Дом ЈНА. Има два спрата и једносливни сложен кров, надвишен куполом. Главна фасада има централни ризалит са два отвора у приземљу, трочланим отвором на балкону спрата и трифору на другом спрату. Ризалит је фланкиран двоструким полустубовима у висини првог и другог спрата, има висок венац, декоративну атику и пирамидалну куполу која надвисује бочне делове крова. Прозори првог спрата су правоугаони, док су на другом лучно завршени. Богат пластични украс фасаде чине фестони од грања, плодова и трака. Над прозорима првог спрата изведена је декорација са стилизованим сатирским главама и палметама, а над прозорима другог спрата су главе жена у шкољкама над монофорама и нешто веће главе мушкараца над бифорама.
Поред архитектонско-стилске вредности, зграда Дома ЈНА има и културно-историјско-социолошки значај. У њој је за време Буне 1848. године било састајалиште напредне српске омладине, 1918. године је ту одржана Народна скупштина Војводине, а касније, у дворани хотела "Слобода" су одржаване и представе Српског народног позоришта.
Конзерваторски радови рађени су 1983, 1988. на куполи, и 1994–1996.

## Историја
Зграда је саграђена 1892. године, на месту где се од половине XVIII века налазила кафана, касније се овде смешта хотел „Зелени венац“. Касније се овде смешта хотел „Слобода“. Овде је за време Буне 1848. године било састајалиште напредне српске омладине, а 1918. године је ту одржана Народна скупштина Војводине. Касније, у дворани хотела „Слобода“ су одржаване и представе Српског народног позоришта.

## Изглед грађевине
Зграда се састоји од два спрата и једносливног крова, који је надвишен куполом. Зграда је обликована у еклектичком духу, са доминацијом неоренесансних елемената. Главна фасада зграде има централни ризалит са два отвора у приземљу и трочланим отвором на балкону спрата, заједно са трифором на другом спрату зграде. Ризалит објекта је фланкиран двоструким полустубовима у висини првог и другог спрата, такође треба издвојити и висок венац, декоративну атику и пирамидалну куполу која надвисује бочне делове крова. Прозори на првом спрату су правоугаоног облика, док су на другом лучно завршени. Богат пластични украс фасаде чине фестони од грања, плодова и трака. Над прозорима првог спрата изведена је декорација са стилизованим сатирским главама и палметама, док су над прозорима другог спрата постављење главе жена у шкољкама, над монофорама и нешто веће главе мушкараца над бифорама.

## Реконструкције објекта
Конзерваторски радови су вођени за време 1983, 1988. године, а радови на куполи и у периоду од 1994. до 1996. године.